# Institut für Ökumenische Forschung (Straßburg)
Das Institut für Ökumenische Forschung (französisch: Centre d’études œcuméniques; englisch: Institute for Ecumenical Research) in Straßburg wird getragen von der Lutheran Foundation for Interconfessional Research – Lutheran World Federation – und ist eine selbstständige Einrichtung innerhalb des Lutherischen Weltbundes, die mit der interkonfessionellen Forschung und dem interkonfessionellen Dialog betraut ist. Es wurde 1965 vom Lutherischen Weltbund gegründet. Das Institut ist unabhängig von den Mitgliedskirchen des Lutherischen Weltbundes.
Die Veranstaltungen des Instituts, deren Schwerpunkt auf dem Gebiet des interkonfessionelle Dialogs liegt, dienen zum einen der innenlutherischen Positionsklärung als auch der Vorbereitung der Dialoge mit anderen Konfessionen. Neben fest angestellten Forschungsprofessoren gibt es auch assoziierte Professoren, meist von der Evangelisch-Theologischen Fakultät der Universität Straßburg. Zu ihnen gehören derzeit Matthieu Arnold, André Birmelé und Elisabeth Parmentier; frühere Professoren waren u. a. Marc Lienhard, Günther Gassmann, Carter Lindberg, Per Lønning und Gunther Wenz.
Es besteht eine wissenschaftliche Kooperation mit dem Ökumenischen Institut der Universität Tübingen und dem Konfessionskundlichen Institut des Evangelischen Bundes in Bensheim im Südwestbund. Kontakte gibt es zu ökumenischen Stabsstellen in Genf.

## Direktoren
- 1965–1975; 1978–1981: Vilmos Vajta
- 1975–1978; 1981–1988: Harding Meyer
- 1991–1993; 1995–1997 Michael Root
- 1997–2018: Theodor Dieter
- 2018–2022: Jennifer Wasmuth
- 2022: Dirk Lange (kommissarisch)